# Catherine O'Hara
Catherine O'Hara (n. 4 martie 1954, Toronto, Ontario, Canada) este o actriță și scenaristă canadiano-americană.

## Filmografie

### Filme
| Titlu                                           | An   | Rol                                              | Note                                         |
| ----------------------------------------------- | ---- | ------------------------------------------------ | -------------------------------------------- |
| Double Negative                                 | 1980 | Audrey                                           |                                              |
| Nothing Personal                                | 1980 | Judith                                           |                                              |
| Rock & Rule                                     | 1983 | Mătușa Edith (voce)                              |                                              |
| After Hours                                     | 1985 | Gail                                             |                                              |
| Heartburn                                       | 1986 | Betty                                            |                                              |
| Beetlejuice                                     | 1988 | Delia Deetz                                      |                                              |
| Dick Tracy                                      | 1990 | Texie Garcia                                     |                                              |
| Betsy's Wedding                                 | 1990 | Gloria Henner                                    |                                              |
| Home Alone                                      | 1990 | Kate McCallister                                 |                                              |
| Little Vegas                                    | 1990 | Lexie                                            |                                              |
| There Goes the Neighborhood                     | 1992 | Jessica Lodge                                    | Redenumit pe plan internațional ca "Paydirt" |
| Home Alone 2: Lost in New York                  | 1992 | Kate McCallister                                 |                                              |
| The Nightmare Before Christmas                  | 1993 | Sally/Shock (voce)                               |                                              |
| The Paper                                       | 1994 | Susan                                            |                                              |
| Wyatt Earp                                      | 1994 | Allie Earp                                       |                                              |
| A Simple Twist of Fate                          | 1994 | April Simon                                      |                                              |
| Tall Tale                                       | 1995 | Calamity Jane                                    |                                              |
| Waiting for Guffman                             | 1996 | Sheila Albertson                                 |                                              |
| The Last of the High Kings                      | 1996 | Cathleen                                         |                                              |
| Pippi Longstocking                              | 1997 | Mrs. Prysselius (voce)                           |                                              |
| Home Fries                                      | 1998 | Beatrice Lever                                   |                                              |
| The Life Before This                            | 1999 | Sheena                                           |                                              |
| Bartok the Magnificent                          | 1999 | Ludmilla (voce)                                  | Direct-pe-video                              |
| Best in Show                                    | 2000 | Cookie Fleck                                     |                                              |
| Speaking of Sex                                 | 2001 | Connie Barker                                    |                                              |
| Orange County                                   | 2002 | Cindy Beugler                                    |                                              |
| A Mighty Wind                                   | 2003 | Mickey Crabbe                                    |                                              |
| Surviving Christmas                             | 2004 | Christine Valco                                  |                                              |
| Lemony Snicket's A Series of Unfortunate Events | 2004 | Justice Strauss                                  |                                              |
| Game 6                                          | 2005 | Lillian Rogan                                    |                                              |
| Chicken Little                                  | 2005 | Tina (voce)                                      |                                              |
| Over the Hedge                                  | 2006 | Penny (voce)                                     |                                              |
| Monster House                                   | 2006 | Mrs. Walters (voce)                              |                                              |
| Brother Bear 2                                  | 2006 | Kate (voce)                                      | Direct-pe-video                              |
| Penelope                                        | 2006 | Jessica Wilhern                                  |                                              |
| For Your Consideration                          | 2006 | Marilyn Heck                                     |                                              |
| Barbie in the 12 Dancing Princesses             | 2006 | Rowena (voce)                                    | Direct-pe-video                              |
| Away We Go                                      | 2009 | Gloria Farlander                                 |                                              |
| Where the Wild Things Are                       | 2009 | Judith (voce)                                    |                                              |
| Killers                                         | 2010 | Mrs. Kornfeldt                                   |                                              |
| A Monster in Paris                              | 2011 | Madame Carlotta (voce)                           | dublajul în engleză                          |
| Frankenweenie                                   | 2012 | Susan Frankenstein/Gym Teacher/Weird Girl (voce) |                                              |
| A.C.O.D.                                        | 2013 | Melissa                                          |                                              |
| The Right Kind of Wrong                         | 2013 | Tess                                             |                                              |
| When Marnie Was There                           | 2014 | Old Woman (voce)                                 | De Studio Ghibli; dublajul în engleză        |
| The Addams Family                               | 2019 | Bunica Frump (voce)                              |                                              |
| Canada: Far and Wide                            | 2020 | Ea însăși                                        |                                              |
| Extinct                                         | 2021 | Alma (voce)                                      | în producție                                 |